# Silvia Fernández de Gurmendi
Silvia Alejandra Fernández de Gurmendi, née le 24 octobre 1954, est une avocate, diplomate et juge argentine. 
Elle est juge à la Cour pénale internationale (CPI) depuis le 20 janvier 2010. Elle en est la présidente entre mars 2015 et mars 2018.

## Biographie

### Jeunesse et études
Fernández étudie le droit aux universités de Córdoba et de Limoges, et soutient son doctorat à l'université de Buenos Aires.

### Carrière juridique
Fernández intègre le service diplomatique de l'Argentine en 1989. En 2006, elle est nommée directrice générale pour les Droits de l'homme au Ministère des Affaires étrangères.

#### Juge à la Cour pénale internationale
Fernández est élue juge à la Cour pénale internationale (CPI) le 18 novembre 2009. Pendant son mandat, elle affiche son indépendance en exprimant à plusieurs reprises des opinions plus ou moins divergentes sur des sujets polémiques, notamment en s'opposant à l'ouverture d'une enquête de la CPI en Côte d'Ivoire en 2011. Elle sert en tant que président du tribunal quand la CPI rejette la demande de la Libye d'annuler le mandat d'arrêt international contre Saif al-Islam Kadhafi, estimant que le gouvernement libyen n'est pas encore capable de tenir un procès équitable par lui-même. En 2014, en tant que membre de la Chambre préliminaire I, elle confirme quatre charges de crimes contre l'humanité contre l'ancien ministre ivoirien Charles Blé Goudé et engage son procès devant une Chambre de première instance.

#### Présidente de la Cour pénale internationale
Début 2015, Fernández est élue présidente de la cour pour un mandat de trois ans. Ses deux vice-présidents sont Joyce Aluoch et Kuniko Ozaki. Avec Fatou Bensouda au bureau de procureur, quatre des postes les plus influents de la CPI sont occupés par des femmes.
En août, Fernández décide de rouvrir une audience concernant le cas du Kenya et de potentielles entraves aux enquêtes menées sur son président Uhuru Kenyatta, en faisant valoir que la chambre d'appel de la CPI a commis plusieurs erreurs. 
En mars 2018, Chile Eboe-Osuji lui succède.